# Tomoko Tamura
Tomoko Tamura (田村 智子, Tamura Tomoko, nacida el 1 de julio de 1965 en la prefectura de Saitama, Japón) es una política japonesa y miembro de la Cámara de Consejeros de la Dieta Nacional de Japón desde 2010 hasta 2024. Desde 2024 es miembro de la Cámara de Representantes, además es la líder nacional del Partido Comunista Japonés (PCJ).

## Biografía

### Formación académica y primeros años
Tamura creció en la prefectura de Saitama. Estudió en la Universidad de Waseda, una de las instituciones de educación superior más prestigiosas de Japón, donde se graduó en la Facultad de Letras. Durante sus años universitarios, comenzó a involucrarse en actividades sociales y políticas.

### Carrera política
Tamura se unió formalmente al Partido Comunista Japonés y trabajó inicialmente en labores internas del partido y en organizaciones relacionadas con derechos laborales y movimientos estudiantiles. A lo largo de los años, fue adquiriendo mayor visibilidad como portavoz del PCJ.
En 2010, fue elegida por primera vez como miembro de la Cámara de Consejeros, la cámara alta del parlamento japonés. Desde entonces, ha sido reelegida y ha mantenido una presencia activa dentro del órgano legislativo. Tamura ha formado parte de diversas comisiones parlamentarias, incluyendo las relacionadas con salud, trabajo y bienestar, así como asuntos constitucionales y de género.
En 2024 luego de ser elegida candidata de la formación comunista a primera ministra fue elegida a la Cámara de Representantes.

#### Líder del PCJ
El 18 de enero de 2024, Tamura fue elegida sucesora de Kazuo Shii como líder y presidenta del Partido Comunista Japonés, tras el escándalo que involucró a Shii por expulsar de forma unilateral a miembros del partido que discrepaban con sus decisiones.
Tamura se convirtió en la primera mujer en liderar esta formación desde su fundación, y también en la primera mujer en encabezar uno de los cuatro partidos históricos de Japón. Al asumir el liderazgo del partido, fue designada además como candidata a primera ministra para las elecciones de la Cámara de Representantes de 2024.

## Posiciones políticas
Tamura es una firme defensora de los derechos de las mujeres y la igualdad de género. Ha abogado por la implementación de políticas públicas que reduzcan la brecha salarial de género y promuevan la participación política de las mujeres. También ha criticado la rigidez del sistema laboral japonés y ha solicitado reformas orientadas a mejorar las condiciones de trabajo, en particular para jóvenes y mujeres.
Como miembro del Partido Comunista Japonés, mantiene una postura crítica frente a las reformas constitucionales impulsadas por sectores conservadores, especialmente en relación con el artículo 9 de la Constitución japonesa, que renuncia a la guerra como medio de resolución de conflictos. Además, ha expresado su oposición al uso de bases militares extranjeras en territorio japonés.